# Le Grand Partage
Pour plus de détails, voir Fiche technique et Distribution.
Le Grand Partage est un film français réalisé par Alexandra Leclère, sorti en 2015.
C'est le quatrième long-métrage français d'Alexandra Leclère.

## Synopsis
C'est l'hiver à Paris. Face à la crise et au froid, le gouvernement français prend une décision radicale : chaque foyer se voit imposer de partager son "espace vital" avec des travailleurs pauvres. Dans leur immeuble cossu des beaux quartiers, les Dubreuil (sympathisants de droite) et les Bretzel ("bobos" socialistes) réagissent différemment à cette mesure qui les contraint à héberger du monde chez eux. Avec l'aide de leur concierge (qui est elle, sympathisante de l'extrême droite), toutes les solutions sont bonnes pour esquiver cette mesure...

## Fiche technique
Sauf indication contraire, les informations mentionnées dans cette section peuvent être confirmées par les bases de données cinématographiques IMDb et Allociné,  présentes dans la section « Liens externes ».
- Titre original : Le Grand Partage
- Réalisation : Alexandra Leclère
- Scénario : Alexandra Leclère, collaboration au scénario Agnès De Sacy[1]
- Musique : Philippe Rombi
- Décors : Anne Seibel
- Costumes : Jacqueline Bouchard et Eric Perron
- Photographie : Jean-Marc Fabre
- Son : Olivier Dô Huu, Jean Umansky, Guillaume D'Ham
- Montage : Philippe Bourgueil et Ronan Tronchot
- Production : Philippe Godeau
  - Production exécutive : Jean-Yves Asselin
  - Production associée : Brahim Chioua et Nathalie Gastaldo Godeau
- Sociétés de production[2] : Pan-Européenne, en coproduction avec Wild Bunch et France 2 Cinéma, avec la participation de Canal+, Ciné+, D8 et France Télévisions, en association avec A Plus Image 5
- Sociétés de distribution[3] : Wild Bunch Distribution (France) ; O'Brother Distribution (Belgique) ;  JMH Distributions SA (Suisse romande)
- Budget : 10 695 514 €[4]
- Pays de production :  France
- Langues originales : français, bambara
- Format[5] : couleur - DCP Digital Cinema Package - 1,85:1 (Panavision) - son Dolby Digital
- Genre : comédie
- Durée : 102 minutes
- Dates de sortie[6] :
  - France, Belgique, Suisse romande : 23 décembre 2015[7],[8]
- Classification[9] :
  - France : tous publics[10]
  - Belgique : tous publics (Alle Leeftijden)[7]
  - Suisse romande : interdit aux moins de 8 ans[11]

## Distribution
- Karin Viard : Christine Dubreuil, la bourgeoise
- Didier Bourdon : Pierre Dubreuil, l'architecte
- Valérie Bonneton : Béatrice Bretzel, la prof de fac
- Michel Vuillermoz : Grégory Bretzel, l'écrivain
- Josiane Balasko : Bernadette, la gardienne de l'immeuble
- Patrick Chesnais : Michel, le voisin
- Florian Dugravot : un manifestant
- Anémone : Brigitte Abramovitch, la vieille juive
- Jackie Berroyer : Serge Abramovitch, le vieux juif
- Michèle Moretti : Françoise Dubreuil, la grand-mère
- Pauline Vaubaillon : Audrey Dubreuil, la fille des Dubreuil, clarinettiste
- Firmine Richard : Philomena, l'employée de maison antillaise des Dubreuil
- Sandra Zidani : Madeleine, la SDF
- Priscilla Adade : Aïssa, la jeune femme infirmière
- Marie-Philomène Nga : Nassifa, la malienne à l'enfant
- Béatrice Michel : Odile
- Cédric Dioméde : William
- Pierre Jacquemin : Jean-Claude
- Christelle Cornil : Gaëlle
- Lise Lamétrie : Josiane Poil, l'employée de mairie
- Irène Chaloeiwuthirot : l'assistante de la crèche
- Bellamine Abdelmalek : l'étudiant breton
- Catherine Chevallier : la directrice de la maison de retraite

## Accueil

### Sortie
Pour les festivités des 110 ans de L'Idéal Cinéma-Jacques Tati d'Aniche, le film Le Grand Partage est projeté en avant première le 21 novembre 2015 en présence de Valérie Bonneton.